# Le Chabichou
Le Chabichou is een hotel en restaurant in het Franse wintersportoord Courchevel, in het departement Savoie. Het bevindt zich in het skidorp Courchevel 1850 en is een van tientallen luxehotels in het mondaine skioord. De naam is een verwijzing naar een Franse geitenkaas.
Chef-kok Michel Rochedy en zijn echtgenote openden het hotel in 1963, met slechts negen kamers. In 1979 en 1984 kreeg het bijhorende restaurant respectievelijk een eerste en tweede Michelinster. Sinds 1988 werkt Stéphane Buron in de keuken, winnaar van de Taittingerprijs in 2002 en Meilleur ouvrier de France in 2004. Het hotel werd gerenoveerd in 2003, waarna het geclassificeerd werd als 4-sterrenhotel. In 2018/2019 kocht de lokale hotelgroep Lavorel Hotels Le Chabichou, werd het opnieuw gerenoveerd en behaalde het een vijfde ster. Le Chabichou is aangesloten bij Relais & Châteaux en is voorzien van een wellness, kapsalon, bakkerij, kinderopvang en bar. Het restaurant heeft naast twee Michelinsterren drie sterren van de Bottin Gourmand, vier koksmutsen van GaultMillau en vier bordjes van de Guide Hubert.
Het gebouw is opgetrokken in chaletstijl met, sinds 2003, opvallend witte gevels.
Sinds 2006 is er een skipiste vernoemd naar het etablissement. 